# نیلس فان استینیس
نیلس فان استینیس (انگلیسی: Niels van Steenis؛ زادهٔ ۳ نوامبر ۱۹۶۹) قایقران روئینگ اهل هلند بود.